# キーオン・ジョンソン
クリストファー・キーオン・ジョンソン（Christopher Keon Johnson, 2002年3月10日 - ）は、アメリカ合衆国テネシー州シェルビービル出身のプロバスケットボール選手。NBAのブルックリン・ネッツに所属している。ポジションはシューティングガードまたはポイントガード。

## 経歴

### ハイスクール
高校進学の2ヶ月前に花火で事故に遭い、約3メートル吹き飛ばされて意識を失い、右手の指を4本骨折した。その後、血管の修復など8週間に及ぶ理学療法を受け回復した。
ザ・ウェブ・スクールに進学し、2年目のシーズンに平均25.6得点、10.2リバウンド、4.1アシストの成績を記録。3年目のシーズンには平均25.3得点、9.4リバウンド、3.9アシストの記録した。4年目のシーズンは半月板の損傷により4試合の出場に終わったが、平均30.5得点、10.5リバウンド、5.8アシストの成績を記録した。

### リクルート
ESPNなどの主要なサイトから5つ星評価を受けた。テネシー大学、オハイオ州立大学、バージニア大学からオファーを受け、最終的にテネシー大学への進学を決断した。

### カレッジ
テネシー大学で1年間プレーし、平均11.3得点、3.5リバウンド、2.5アシストの成績を記録。シーズン終了後に2021年のNBAドラフトにアーリーエントリーした。

### ロサンゼルス・クリッパーズ
ドラフト1巡目・全体21位でニューヨーク・ニックスから指名を受け、直後にトレードで交渉権がロサンゼルス・クリッパーズへ移動。その後、クリッパーズと契約した。

### ポートランド・トレイルブレイザーズ
2022年2月4日にノーマン・パウエル、ロバート・コビントンとのトレードで、エリック・ブレッドソー、ジャスティス・ウィンズロー、ドラフト2巡目指名権と共にポートランド・トレイルブレイザーズへ移籍した。

### ブルックリン・ネッツ
2024年7月21日、ブルックリン・ネッツと複数年契約した。

## 個人成績

### NBA

#### レギュラーシーズン
| シーズン | チーム | GP  | GS | MPG  | FG%  | 3P%  | FT%  | RPG | APG | SPG | BPG | PPG  |
| -------- | ------ | --- | -- | ---- | ---- | ---- | ---- | --- | --- | --- | --- | ---- |
| 2021–22  | LAC    | 15  | 0  | 9.0  | .333 | .273 | .762 | 1.4 | .9  | .5  | .1  | 3.5  |
| 2021–22  | POR    | 22  | 12 | 25.5 | .357 | .348 | .833 | 2.7 | 2.9 | 1.0 | .5  | 9.7  |
| 2022–23  | POR    | 40  | 0  | 10.4 | .376 | .346 | .659 | 1.1 | 1.5 | .5  | .2  | 4.7  |
| 2023–24  | BKN    | 5   | 0  | 12.3 | .381 | .400 | .917 | 1.4 | .6  | .6  | .2  | 6.2  |
| 2024–25  | BKN    | 79  | 56 | 24.4 | .389 | .314 | .770 | 3.8 | 2.2 | 1.0 | .4  | 10.6 |
| 通算     | 通算   | 161 | 68 | 19.2 | .379 | .324 | .765 | 2.7 | 1.9 | .8  | .3  | 8.2  |

### カレッジ
| シーズン | チーム   | GP | GS | MPG  | FG%  | 3P%  | FT%  | RPG | APG | SPG | BPG | PPG  |
| -------- | -------- | -- | -- | ---- | ---- | ---- | ---- | --- | --- | --- | --- | ---- |
| 2020–21  | テネシー | 27 | 17 | 25.5 | .449 | .271 | .703 | 3.5 | 2.5 | 1.1 | .4  | 11.3 |